# Champigneulle
Champigneulle – miejscowość i gmina we Francji, w regionie Grand Est, w departamencie Ardeny.
Według danych na rok 1990 gminę zamieszkiwało 67 osób, a gęstość zaludnienia wynosiła 9 osób/km².

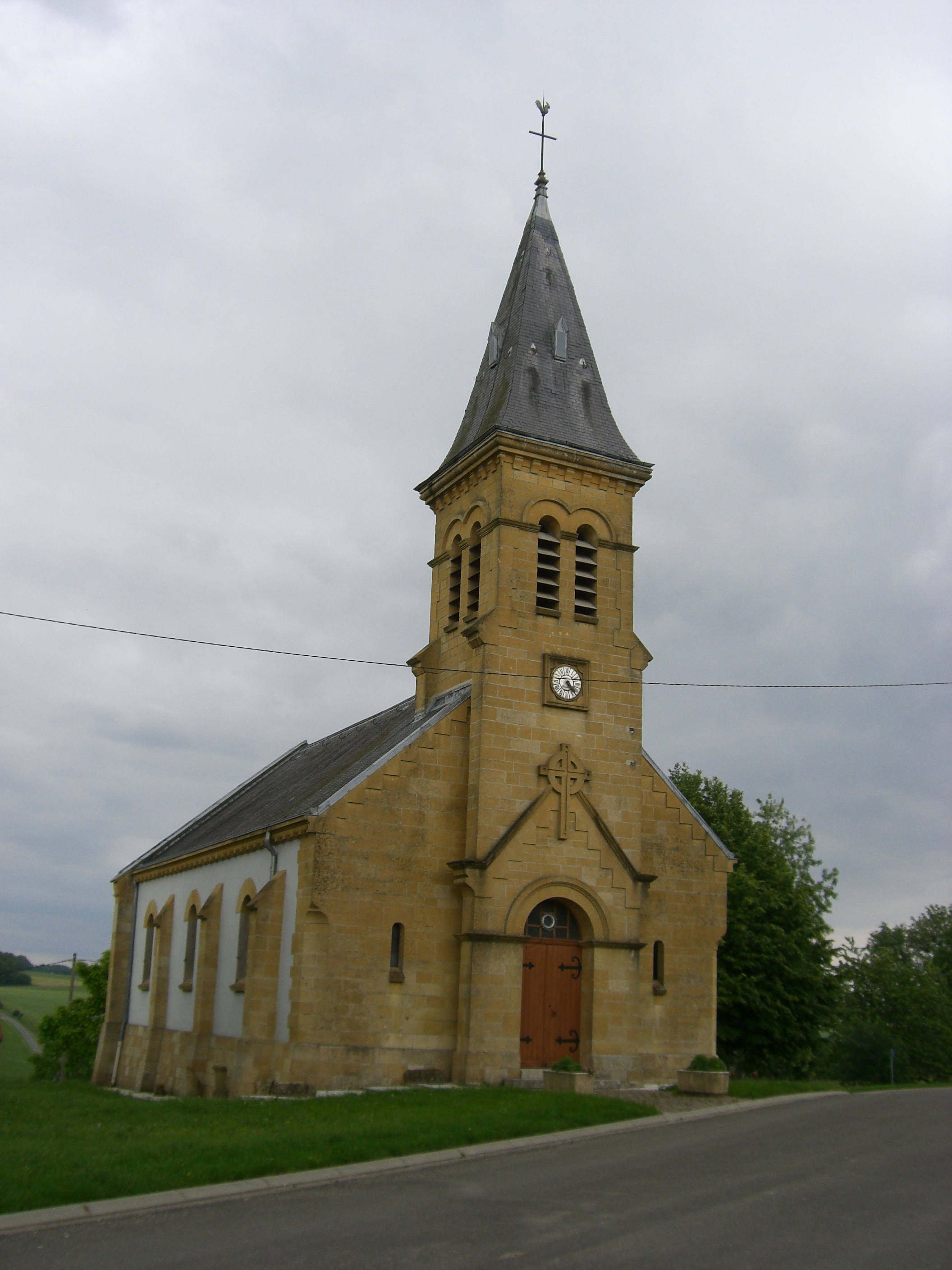
Kościół w Champigneulle, 2007